# تيموثي ووكر (محامي)
تيموثي ووكر (بالإنجليزية: Timothy Walker)‏ هو مؤرخ ومحامي أمريكي، ولد في 1 ديسمبر 1806 في ويلمنجتون (ماساتشوستس) في الولايات المتحدة، وتوفي في 15 يناير 1856 في سينسيناتي في الولايات المتحدة.